# Édouard Dubar
Pour les articles homonymes, voir Dubar.
Édouard-Auguste Dubar, né à Roubaix, le 14 octobre 1826, mort à Ou-Kiâo (aujourd'hui diocèse de Sienhsien) le 1er juillet 1878, est un évêque français membre de la Compagnie de Jésus qui fut vicaire apostolique du vicariat apostolique du Sud-Est de Tché-Li. 

## Biographie
Édouard Dubar naît dans la Flandre française dans une famille de la bourgeoisie catholique fort pieuse, fils de Louis-Joseph Dubar et de son épouse, née Marie-Catherine Delespaul, d'une longue lignée de filateurs. Il poursuit ses études secondaires au collège ecclésiastique de Tourcoing et entre en 1850 au grand séminaire de Cambrai, puis en octobre 1852 au noviciat jésuite de Saint-Acheul. Il entre au scolasticat de Laval en 1857. C'est à cette époque qu'il commence à s'intéresser aux missions jésuites de Chine.
Le 22 septembre 1860, Édouard Dubar est ordonné prêtre par Monseigneur Wicart, évêque de Laval. Au mois de février 1861, un groupe de huit jésuites, dont le jeune Dubar, part de Boulogne-sur-Mer pour Londres et d'Angleterre embarquer sur l'Assyrian. Après avoir essuyé une violente tempête au cap de Bonne-Espérance, au péril de leur vie, les jeunes gens arrivent le 19 juillet 1861 à la baie de Wou-Song au bout de cent-dix-sept jours de navigation et gagnent Shanghai et la mission jésuite de Zi-Ka-Wei. Le P. Dubar et le P. Octave sont destinés au vicariat apostolique du Tché-Ly Sud-Est. (administré par Mgr Languillat) et plus précisément à la mission de Tchang-Kia-Tchouang où un orphelinat est en fonction et où une grande église allait être construite. Ils doivent chacun régulièrement rayonner dans des sous-districts. Le district comprend alors cinq mille chrétiens, mais ils doivent affronter une épidémie de choléra à l'été 1862 qui fait de nombreuses victimes et des incursions armées de brigands qui ravagent la région. Les jésuites décident de fortifier leur mission avec de hauts remparts. Elle comprend en 1864 huit prêtres et un frère coadjuteur européens et deux prêtres chinois et deux cents personnes à entretenir (prêtres, missionnaires, orphelins et catéchistes, employés, etc.). Elle reçoit ses colis et une partie de son approvisionnement par la ville de Tientsin où les jésuites ouvrent une petite procure. Il est consacré le 19 février 1865 évêque titulaire de Canatha (de) par Adrien Languillat avec comme co-consécrateur Joseph-Martial Mouly.
L'année suivante, le P. Dubar succède à Mgr Languillat nommé à Nankin. Bientôt d'autres missionnaires (dont son futur bras droit, le P. Joseph Gonnet, connu pour ses talents administratifs et qui avait eu à faire face à la rébellion des Taî-pings dans le Ngan-Hoei) rejoignent la mission qui accueille même en 1871 un jeune diplomate français, Gaston de Bezaure, qui y demeure huit mois pour se familiariser avec la langue chinoise. Le nombre de baptisés par an s'élève à un millier. L'accent est mis sur l'évangélisation de la partie sud du vicariat avec ses dix-huit préfectures peuplées de cinq millions d'habitants, malgré les incursions des Nien-fei (« sauterelles au vol rapide »), véritable armée qui ravage la contrée depuis 1859 et s'abat alors au Tché-Ly du Sud-Est.
Mgr Dubar se rend à Rome, débarquant à Marseille le 8 mai 1869, pour participer aux sessions du concile Vatican I qu'il approuve. Il quitte Rome à la fin du mois de septembre 1870, alors que la France connaît le désastre de Sedan et le renversement de Napoléon III et qu'en Chine une vague de persécution anti-chrétienne frappe les provinces à partir de l'affaire de Tientsin. À Marseille, Mgr Dubar est arrêté par des révolutionnaires armés et incarcéré pendant huit jours. Il prend la mer à bord du Tigre le 2 octobre et envoie une lettre de protestation contre son arrestation par le nouveau régime à Adolphe Crémieux, nouveau ministre de la justice et des cultes, restée sans réponse. Il quitte ainsi sa patrie qu'il ne devait plus revoir.
Retourné au Tché-Ly, il jouit d'une paix relative jusqu'en 1877, consacre la nouvelle cathédrale au Sacré-Cœur, lance l'apostolat de la prière, et raffermit ses œuvres, orphelinats, dispensaires et écoles. Il y a alors vingt mille chrétiens, grâce notamment à un réseau consolidé de catéchistes chinois et de vierges apostoliques chinoises, souvent institutrices, et quarante-cinq séminaristes (en 1877), réunis autour d'une église et de 189 chapelles, en 387 « chrétientés » ou paroisses.
Tout semble remis en cause lorsqu'une famine frappe la région à partir de novembre 1876, suivie par une effroyable épidémie de typhus en 1877-1878. Mgr Dubar y succombe après un voyage apostolique, où il en profite pour assister le P. Maquet malade à la mission d'Ou-Kiâo. Il meurt le 1er juillet 1878. Ses funérailles ne sont célébrées par le P. Gonnet que le 14 janvier 1879 à Tchang-Kia-Tchouang, à cause de l'épidémie. Son catafalque porte sa devise Evangelizare pauperibus. Il est enterré au cimetière Saint-Joseph, situé à quatre kilomètres de la mission.
Mgr Henri-Joseph Bulté lui succède.

## Chronologie

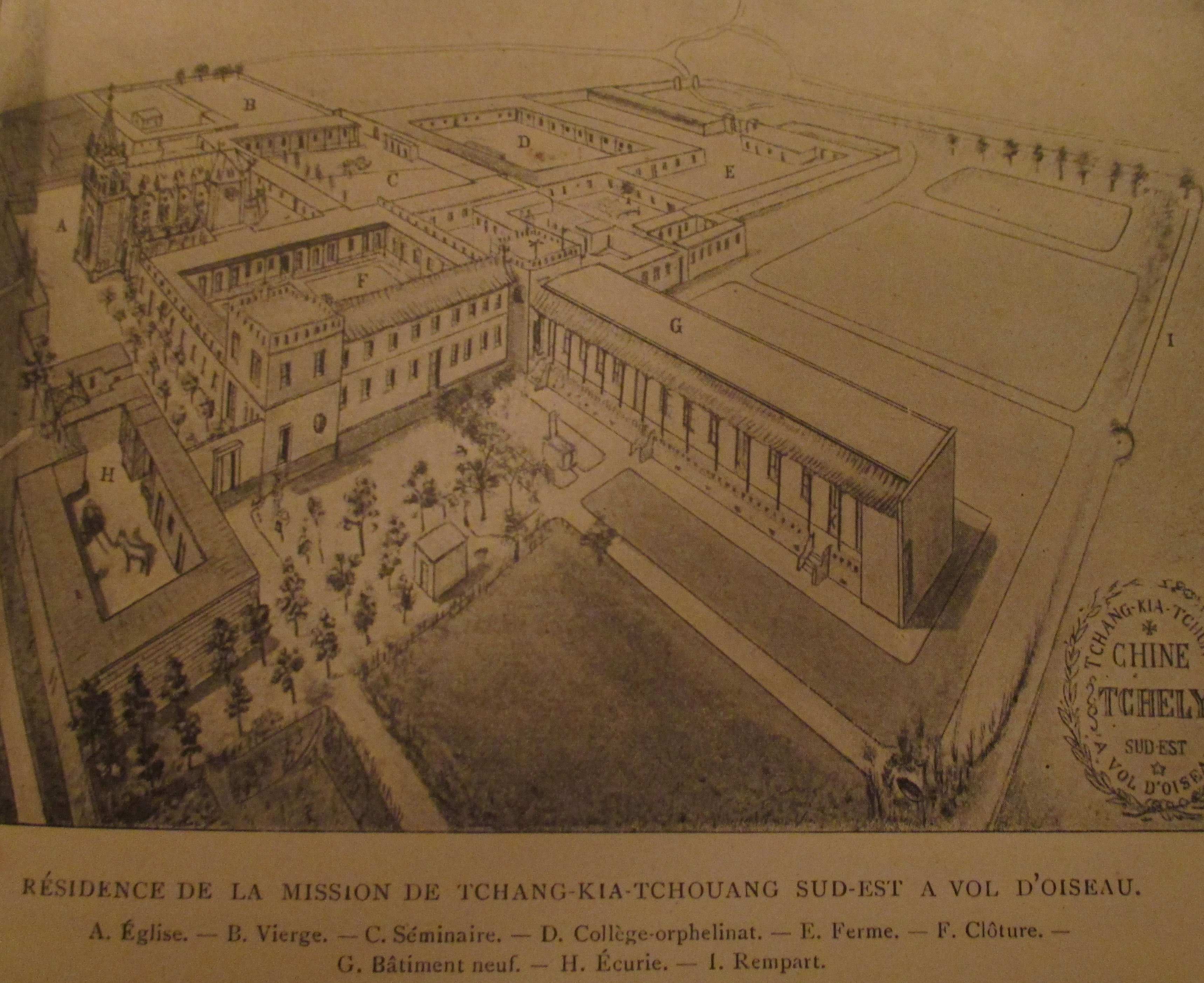
Mission de Tchang-Kia-Tchouang à la fin du XIXe siècle.

- 1840, collège ecclésiastique de Tourcoing.
- 1852, noviciat des Jésuites, premiers vœux 2 ans près.
- 1857, étude de théologie à Laval pendant  4 ans.
- 22/09/1860 ordonné prêtre.
- 1861, départ pour la Chine, 10 août, arrivée  à Zhangzhuang, Xian Xian
- 1865, sacré vicaire, succédant à Mgr Adrien Languillat
- 1878, mort pendant une grave épidémie de typhus répandue dans le Nord de Chine[12].

## Sources
- R. P. François-Xavier Leboucq, Monseigneur Édouard Dubar, s.j., évêque de Canathe et la mission catholique du Tché-Ly-Sud-Est, en Chine , édition F. Wattelier & Cie, Paris, 1880 [lire en ligne]
- R. P. Henri-Joseph Leroy s.j., En Chine au Tché-Ly Sud-Est, éd. Desclée de Brouwer, Bruges, 1900.
- Perraud, Bibliotheca Missionum, vol. XII, p. 402.